# Ana Bianca Moldovan
Ana Bianca Moldovan est une joueuse roumaine de volley-ball née le 24 septembre 1985 à Turda. Elle mesure 1,88 m et joue au poste de centrale. 

## Clubs
| Club                       | De        | À         |
| -------------------------- | --------- | --------- |
| CS Universitatea Cluj      | 2002-2003 | 2003-2004 |
| CS Știința Bacău           | 2004-2005 | 2008-2009 |
| SCM Craiova                | 2009-2010 | 2009-2010 |
| Robur Tiboni Volley Urbino | 2010-2011 | 2010-2011 |
| CSM Bucarest               | 2011-2012 | 2013-2014 |
| CSM Târgoviște             | 2014-2015 | 2016-2017 |
| CS Rapid Bucureşti         | 2019-2020 | …         |

## Palmarès
- Championnat de Roumanie
  - Vainqueur : 2005.
  - Finaliste : 2006, 2015, 2016.
- Coupe de Roumanie
  - Vainqueur : 2005, 2016.
- Coupe de la CEV
  - Vainqueur : 2011.
- Supercoupe de Roumanie
  - Vainqueur : 2016.